# Милан Миличевич
Милан Дж. Миличевич (на сръбски: Милан Ђ. Милићевић или Milan Đ. Milićević) е сръбски книжовник, историк, етнограф и археолог. Член на САНУ и на Академията за държавни и исторически науки в Одеса. Завършва богословие в Белград.
В 1886 година е сред основателите на дружеството „Свети Сава“, което има за цел да пропагандира сърбизма в Македония.